# Pycnostega ghesquieri
Pycnostega ghesquieri là một loài bướm đêm trong họ Geometridae.